# Arthur Zimmermann
Arthur Zimmermann (5. oktober 1864 – 6. juni 1940) var det Tyske kejserriges udenrigsminister fra 22. november 1916 indtil sin afgang den 6. august 1917. Hans navn forbindes med Zimmermann telegrammet under 1. verdenskrig. Han var imidlertid også stærkt involveret i planer om at støtte et irsk oprør, et hinduistisk oprør i Indien og hjælp til Bolsjevikker, der ville undergrave det Russiske kejserrige. Han er blevet omtalt som  "formentlig den mest destruktive person i det 20. århundrede".

## Karriere
Han blev født i  Marggrabowa, Østpreussen, som dengang tilhørte Kongeriget Preussen (og nu er Olecko i Polen), og han døde af lungebetændelse i Berlin. Han studerede jura fra 1884 til 1887 i Königsberg og  i Leipzig. Der fulgte en periode som jurist og senere blev han juridisk doktor. I 1893 indledte han en karriere i diplomatiet og kom i konsulattjeneste i Berlin. Han kom til Kina i 1896 (Canton i 1898), og blev forfremmet til konsul i 1900. Mens han var i Fjernøsten oplevede han Bokseropstanden i Kina.
Senere blev han hjemkaldt til udenrigsministeriet hvor han blev viceminister i 1911, og den 24. november 1916 blev han udnævnt til udenrigsminister efter Gottlieb von Jagow. Rent faktisk havde han varetaget en stor del af sin forgængers forhandlinger med fremmede udsendinge i flere år inden han blev udenrigsminister på grund af von Jagows store forbeholdenhed. Han var den første ikke-adelige udenrigsminister i Tyskland.

## Kronråd
Som fungerende minister havde han også deltaget i det såkaldte kronråd (Kronrat), dvs. overvejelserne i 1914 mellem kejser Wilhelm 2. og rigskansler Theobald von Bethmann Hollweg, hvor det blev besluttet at støtte Østrig-Ungarn efter mordet på  ærkehertug Franz Ferdinand i Sarajevo, hvilket endte med at føre til udbruddet af 1. verdenskrig. Han afviste senere betegnelsen Kronrat da det var kejserens holdning, der var afgørende for beslutningen, om end Bethmann Hollweg og Zimmermann samtykkede.

## Det irske oprør
I slutningen af 1914 fik Zimmermann besøg af Roger Casement, en irsk revolutionær. Der blev lagt en plan om at landsætte 25.000 soldater i det vestlige Irland med 75.000 rifler. Planen blev imidlertid ikke accepteret af den tyske generalstab. I  1916 vendte Casement tilbage til Irland i en U-båd, men blev taget til fange og henrettet. Et tysk skib, som var blev omdøbt til "Aud", og sejlede under norsk flag, fragtede 20.000 rifler til Irlands sydkyst, men kunne ikke få forbindelse til oprørerne og blev sænket af besætningen. En mindre gruppe irske frivillige, som havde regnet med disse våben, iværksatte Påskeopstanden i Dublin. Selv om opstandne slog fejl førte dens politiske konsekvenser til Den irske uafhængighedskrig i 1919–1922 og grundlæggelsen af Den irske fristat.

## Zimmermann telegrammet og afsked
Den 6. august 1917 trådte han tilbage og blev efterfulgt af  Richard von Kühlmann.
En af årsagerne til hans afsked var det såkaldte Zimmerman telegram som han afsendte den 16. januar 1917.  De første 2½ år havde USA fastholdt sin neutralitet under 1. verdenskrig mens Ententen havde været i krig med Centralmagterne i skyttegravene i det nordlige Frankrig og Belgien. Selv om præsident Woodrow Wilson var blevet genvalgt – og havde vundet valget på sloganet: "Han holdt os ude af krigen" – blev det stadig vanskeligere at fastholde neutraliteten.
Efter at Royal Navy havde gennemført en flådeblokade mod al tysk skibsfart i nogen tid, besluttede den tyske overkommando, at kun en uindskrænket ubådskrig kunne bryde blokaden. Selv om beslutningen blev taget den 9. januar 1917, fik amerikanerne ikke besked om dette før den 31. januar. Tyskerne ophævede Sussex løftet (om ikke at sænke handelsskibe uden forudgående varsel, og at redde menneskeliv hvor det var muligt) og indledte en uindskrænket ubådskrig den 1. februar 1917. Da det var indlysende, at amerikanske skibe også ville blive angrebet under denne operation, var det kun et spørgsmål om tid inden USA blev trukket ind i konflikten. Amerikanerne blev meget ophidsede over dette og var overraskede over at Tyskland  således planlagde et angreb på dem.

### Baggrund
Tyskland havde forfulgt forskellige mål i Mexico fra starten af det 20. århundrede. Selv om landet først sent var trådt ind på scenen, hvor Spanien, Storbritannien og Frankrig havde optrådt i flere hundrede år, forsøgte Tyskland at sikre sig en varig tilstedeværelse. Dette indebar mange forskellige tilnærmelser til den mexicanske republik og dens skiftende, ofte revolutionære, regeringer samtidig med at Tyskland (som oftest) forsikrede USA om sine fredelige hensigter. Tysk diplomati i området var afhængig af et godt forhold til den siddende mexicanske regering. Blandt de muligheder, som blev diskuteret under Arthur Zimmermanns tid som udenrigsminister var et tysk tilbud om at forbedre kommunikationsforbindelserne mellem de to lande, og at  Mexico skulle købe tyske ubåde til sin flåde.
Efter Pancho Villa's angreb over grænsen ind i  New Mexico sendte præsident Wilson en straffeekspedition ind i Mexico for at forfølge angriberne.
Dette fik (fejlagtigt) tyskerne til at tro, at amerikanerne ville have deres politiske og militære opmærksomhed rettet mod dette område i nogen tid, og det i en grad som retfærdiggjorde de forslag, som Arthur Zimmermann til den mexicanske regering under Venustiano Carranza i telegrammet.
Hans forslag omfattede en aftale om en tysk alliance med Mexico, mens Tyskland fortsat ville forsøge fastholde en amerikansk neutralitet. Hvis denne politik slog fejl blev det foreslået, at den mexicanske regering skulle gøre fælles sag med Tyskland, forsøge at overtale den japanske regering til at slutte sig til den nye alliance og angribe USA. Tyskland på sin side, ville love finansiel bistand og tilbagelevering af de tidligere mexicanske områder Texas, New Mexico og Arizona til Mexico.

### Afsendelse
Den 16. januar 1917 sendte Zimmermann telegrammet til den tyske ambassadør i Washington, Johann von Bernstorff, som i hemmelighed videresendte det til den tyske ambassadør i Mexico, Heinrich von Eckardt.
Den britiske efterretningstjeneste opsnappede telegrammet den 17. januar, men kunne ikke på daværende tidspunkt afkode det, da det var blevet sendt i en ny kode, som hverken de britiske kryptografer eller den tyske ambassade i Mexico var i besiddelse af. Det var først da telegrammet var blev omkodet til von Eckardt i den gamle kode, som også blev opsnappet, at briterne kunne sammenligne de to koder og dermed kunne læse den seneste kode og forstå indholdet af meddelelsen.
Det var på dette tidspunkt, at det gik op for den britiske efterretningstjeneste, at en øjeblikkelig videregivelse af telegrammet til præsident Wilson ville gøre det klart for tyskerne, at Storbritannien kunne dechifrere deres koder, hvilket ville bringe den britiske efterretningsindsamling i fare. En britisk spion fik herefter fat i en kopi af den mexicanske udgave af telegrammet, med små ændringer i teksten, og gav herigennem en plausibel forklaring på hvordan briterne havde fået kendskab til telegrammet.

### Virkning
Den 24. februar blev telegrammet til sidst givet til den amerikanske ambassadør i Storbritannien, Walter Hines Page, som to dage senere videresendte det til præsident Wilson. Den 1. marts gav den amerikanske regering telegramteksten til pressen.
I begyndelsen var der nogle af de amerikanske aviser, især de som tilhørte William Randolph Hearst, som forsøgte at hævde, at telegrammet var en falsum, som briterne havde lavet for at overtale den amerikanske regering til at gå ind i krigen på briternes side. Denne holdning blev forstærket af tyske og mexicanske diplomater samt pro-tyske og pacifistiske  opinionsdannere i USA; men den 29. marts 1917 holdt Arthur Zimmermann en tale hvor han bekræftede indholdet af telegrammet og dermed gjorde en ende på alle spekulationer om dets ægthed.
På det tidspunkt var en række amerikanske skibe blevet sænket med stort tab af menneskeliv og den 2. april bad præsident Wilson Kongressen om at erklære krig mod Tyskland. Det gjorde kongressen så den 6. april og USA trådte ind i krigen på allieret side.

### Arthur Zimmermanns tale
Talen havde til formål at forklare hans synsvinkel på situationen. Han indledte med at sige, at han ikke havde skrevet et brev til Carranza, men havde givet instruktioner til den tyske ambassadør via en "rute som havde forekommet ham sikker".
Han sagde også, at trods ubådsoffensiven havde han håbet, at USA ville forblive neutralt. Hans instrukser (til den mexicanske regering) skulle kun bringes til udførelse efter en amerikansk krigserklæring, og han mente at hans instrukser var "helt igennem loyale overfor USA". Rent faktisk lagde han skylden på præsident Wilson for at afbryde relationerne til Tyskland "med usædvanlig hårhed" efter at telegrammet var modtaget, at at den tyske ambassadør derfor "ikke længere havde mulighed for at forklare den tyske holdning, og at den amerikanske regering havde nægtet at forhandle".
At tro, at USA ville forblive neutralt mens dets skibe blev angrebet, tyder på at Arthur Zimmermanns var meget naiv, men det er muligt, at han håbede, at verden ville forstå den desperate situation, som Tyskland stod i, med blokaden af tysk skibsfart, og  at det vil bringe nogen forståelse.
Der var ærlighed i hans tale, da han i mellemtiden havde haft tid til at overveje effekten af telegrammet og dens afledte effekter, men alligevel var parat til at fremlægge den oprindelige ide. Den viste imidlertid også, at han var alvorligt misinformeret om USA's reelle styrke i forhold til sin sydlige nabo, men denne fejl må tilskrives den tyske efterretningstjeneste.

### Det mexicanske svar
Senere nåede en general, som af Carranza havde fået til opgave at vurdere de reelle muligheder for en mexicansk overtagelse af de tidligere provinser frem til at det ikke ville have fungeret. En overtagelse af de tre stater ville næsten med sikkerhed skabe fremtidige problemer og muligvis krig med USA. Mexico ville heller ikke være i stand til at huse en stor engelsksproget befolkningsgruppe indenfor sine grænser, og Tyskland ville ikke være i stand til at levere de våben, som ville være nødvendige i den konflikt, som helt sikkert ville opstå. Carranza afslog Zimmermanns forslag den 14. april.

### Nuntius Pacellis fredsmission
I slutningen af juni 1917 fandt Zimmermann den første reelle mulighed for at rydde vejen for fredsforhandlinger i hans ministertid. På flere møder med den pavelige nuntius i Bayern Eugenio Pacelli (som senere blev Pave Pius 12.) og Uditore Schioppa, som var sendt afsted for at indsamle viden, udstak rigskansler Bethmann-Hollweg og Arthur Zimmermann deres planer. Der skulle ikke ske landafståelser, ingen grænseændringer overfor Rusland, Polen skulle forblive en selvstændig stat, alle besatte områder i Frankrig og Belgien skulle rømmes og Alsace-Lorraine skulle afstås til Frankrig. Den eneste undtagelse til gengæld var, at Tyskland skulle have alle sine tidligere kolonier tilbage.
Ingen af disse planer blev gennemført, for ingen af de to tyske deltagere forblev på deres poster ret meget længere. 
Som en eftertanke var det kansler Bethmann-Hollwegs overbevisning - i modsætning til generalstabens - at når først USA trådte ind i krigen ville Tysklands fremtid se særdeles sort ud.

## Henrettelsen af sygeplejersken Edith Cavell
Som udenrigsminister følte Arthur Zimmermann sig også kaldet til at kommentere henrettelsen af Edith Cavell ved skydning den 12. oktober 1915. Hændelsen havde været en sensation i aviserne i Storbritannien og USA, og der blev slået politisk mønt på sagen. Han indledte med at sige, at "det var en skam at Miss Cavell måtte henrettes", men at det var nødvendigt.
Han fortsatte med at sige, at selv om det var en forfærdelig ting, at kvinden var blevet henrettet, måtte man tænke på konsekvenserne hvis en stat, især en i krig, skulle lade kvinder gå ustraffede hvis de havde begået forbrydelser mod dets hæres sikkerhed. Ingen domstol i verden - og mindst af alle en som dømte efter krigsartiklerne – ville foretage en sådan skelnen (da mænd og kvinder står lige for loven), osv. Han havde rettens dom foran sig, og var "overbevist om at ingen domstol i verden ville have fældet en anden dom", og så fremdeles.
Set med datidens øjne, og selv om det var en del af hans job forsvare det som ikke kunne forsvares, ville det have været let for verden at fordømme ham for dette, især da man i fredstid formentlig ikke ville have anset disse handlinger for forbrydelser, men efterfølgende har vi fået en vis forståelse for de processer, som afstedkom disse justitsmord, især da f.eks. forbrydelsen "fejhed overfor fjenden", kunne straffes med døden i de fleste hære.

## Fred i øst
I marts 1917 - hvor den russiske front stod foran et sammenbrud - tog Zimmermann skridt til at fremme Fred i øst med russerne, et forslag som havde umådelig stor betydning for Tyskland på daværende tidspunkt. Udenrigsministeren foreslog følgende: Regler for kontakter hen over fronten. Gensidig tilbagetræning fra besatte områder. En velvillig aftale om  Polen, Litauen, og Kurland samt et løfte om at hjælpe Rusland i dens genopbygning. Sidst men ikke mindst ville Lenin og de revolutionære emigranter få lov til at passere igennem Tyskland til Rusland med tog. Disse forslag ville, når først de var gennemført, frigøre Tysklands hære i øst og gøre muligt at koncentrere dem på Vestfronten, et mesterligt træk, som ville styrke Tysklands Vestfront kraftigt. Zimmermann bidrog således til udfaldet af oktoberrevolutionen.